# Альварес Касанова, Рикардо
Рикардо Абрахам Альварес Касанова (исп. Ricardo Abraham Álvarez Casanova; 10 февраля 1999, Сантьяго, Чили) — чилийский футболист, полузащитник клуба «Уачипато».

## Клубная карьера
Альварес — воспитанник клуба «Коло-Коло». 18 мая 2014 года в поединке Кубка Чили против «Палестино» Рикардо дебютировал за основной состав. 4 февраля 2017 года в матче против «Унион Эспаньола» он дебютировал в чилийской Примере.

## Международная карьера
В 2015 году Альварес в составе юношеской сборной Чили принял участие в юношеском чемпионате Южной Америки в Парагвае. На турнире он сыграл в матчах против команд Боливии и Эквадора.

## Титулы и достижения
- Чемпион Чили (1): 2017